# Hokejová reprezentace Čech v sezóně 1912/1913
V sezóně 1912/13 se národní tým zúčastnil dvou turnajů. Nejprve v lednu reprezentace skončila díky horšímu skóre druhá na evropském šampionátu v Mnichově. V únoru se svazový výběr (Česká sportovní společnost společně se SK Slavia Praha) zúčastnil turnaje LIHG ve Svatém Mořici. Po třech porážkách a jediném vítězství se musela reprezentace spokojit pouze se čtvrtým místem. Zápasy z tohoto turnaje nejsou považovány za oficiální.  

## Přehled mezistátních zápasů
| Pořadí | Datum          | Soupeř   | Výsledek       | Soutěž                  | Místo utkání |
| 10.    | 25. ledna 1913 | Belgie   | 4:4 (0:1, 4:3) | Mistrovství Evropy 1913 | Mnichov      |
| 11.    | 26. ledna 1913 | Německo  | 4:2 (2:0, 2:2) | Mistrovství Evropy 1913 | Mnichov      |
| 12.    | 27. ledna 1913 | Rakousko | 7:0 (2:0, 5:0) | Mistrovství Evropy 1913 | Mnichov      |

## Bilance sezóny 1912/13
| Soupeř   | Zápasy | Výhry | Remízy | Prohry | Skóre |
| -------- | ------ | ----- | ------ | ------ | ----- |
| Belgie   | 1      | 0     | 1      | 0      | 4:4   |
| Německo  | 1      | 1     | 0      | 0      | 4:2   |
| Rakousko | 1      | 1     | 0      | 0      | 7:0   |
| Celkem   | 3      | 2     | 1      | 0      | 15:6  |

## Reprezentovali v sezóně 1912/13
| Post    | Hráč     | Zápasy | Branky | Klub                 |
| ------- | -------- | ------ | ------ | -------------------- |
| Brankář | Jan Peka | 3      | 6      | Hockey Cercle Karlin |

| Post     | Hráč               | Zápasy | Branky | Klub                       |
| -------- | ------------------ | ------ | ------ | -------------------------- |
| Obránci  | Jan Fleischmann    | 3      | 0      | SK Slavia Praha            |
|          | Jan Pallausch      | 3      | 1      | Česká sportovní společnost |
| Záložník | Josef Šroubek      | 3      | 2      | Česká sportovní společnost |
| Útočník  | Jaroslav Jarkovský | 3      | 2      | SK Slavia Praha            |
|          | Jaroslav Jirkovský | 3      | 6      | SK Slavia Praha            |
|          | František Rublič   | 1      | 0      | SK Slavia Praha            |
|          | Otakar Vindyš      | 2      | 4      | SK Slavia Praha            |

## Další zápasy reprezentace
| Datum          | Soupeř         | Výsledek | Soutěž           | Místo utkání |
| 22. února 1913 | Francie        | 1:2      | Turnaj LIHG 1913 | Svatý Mořic  |
| 23. února 1913 | Německo        | 0:7      | Turnaj LIHG 1913 | Svatý Mořic  |
| 24. února 1913 | Švýcarsko      | 4:1      | Turnaj LIHG 1913 | Svatý Mořic  |
| 24. února 1913 | Velká Británie | 0:3      | Turnaj LIHG 1913 | Svatý Mořic  |